# Vadim Boret
Vadim Boret ( 5 de septiembre de 1976 ) fue un futbolista y entrenador moldavo. Fue parte de la selección moldava de fútbol.

## Historia
En 1993, debutó en el club Zimbru Chişinău. También ha estado en varios clubs tales como FC Sheriff Tiraspol, FC Tiraspol, |Grodzisk, PFC Neftchi Baku y el FK Baku.
Ha jugado cinco partidos en la clasificación al mundial Alemania 2006, también ha jugado partidos de la clasificación al mundial Corea/Japón 2002 y de la Eurocopa 2004. También jugó en las clasificatorias para la Eurocopa 2012.

## Clubes

### Jugador
| Club                 | País       | Año         |
| -------------------- | ---------- | ----------- |
| FC Zimbru Chişinău   | Moldavia   | 1993 - 2001 |
| FC Sheriff Tiraspol  | Moldavia   | 2001 - 2005 |
| FC Tiraspol (cedido) | Moldavia   | 2001 - 2004 |
| Grodzisk (cedido)    | Polonia    | 2005        |
| Neftchi Baku         | Azerbaiyán | 2005 - 2008 |
| FK Baku              | Azerbaiyán | 2008 - 2012 |

### Entrenador
| Club                    | País     | Año         |
| ----------------------- | -------- | ----------- |
| Moldavia (Sub-17)       | Moldavia | 2013 - 2015 |
| FC Ungheni              | Moldavia | 2016        |
| FC Sfîntul Gheorghe     | Moldavia | 2016 - 2017 |
| FC Noah (2º entrenador) | Armenia  | 2019 - 2020 |

## Palmarés

### Jugador
- Divizia Nationala:
  - FC Zimbru Chişinău: 1994/95, 1995/96, 1998/99
  - FC Sheriff: 2001/02, 2002/03
- Copa de Polonia: 
  - Grodzisk: 2004/05
- Premier Liqa:
  - FK Baku: 2008/09